# バック・イン・ザ・ワールド・オヴ・アドヴェンチャーズ
『バック・イン・ザ・ワールド・オヴ・アドヴェンチャーズ』（Back in the World of Adventures）は、スウェーデンのプログレッシブ・ロック・バンド、ザ・フラワー・キングスが1995年に発表した初のスタジオ・アルバム。

## 解説
元カイパのギタリストのロイネ・ストルトは、1994年にハイメ・サラザール、ハッセ・ブルニウソン等のミュージシャンを迎えたソロ・アルバム『ザ・フラワー・キング』を発表。そして、ストルトはトマス・ボディーンやマイケル・ストルトといったメンバーも起用し、バンドとしての「ザ・フラワー・キングス」を正式に結成した。
ジョン・W・パターソンはオールミュージックにおいて5点満点中4点を付け「ギターは極めてメロディックで、ブライアン・メイやデヴィッド・ギルモアにも匹敵する」「冒頭の"World of Adventures"を筆頭に、どの曲もロックしており、多様なサウンドを渦巻かせている」と評している。また、『CDジャーナル』のミニ・レビューでは「現世を嘆くロマンティックな詞とコーラスが美しい(4)、ギターとメロトロンのサウンドが悠々と響きわたるインスト(6)など、密度の濃い音空間を構築」と評されている。

## 収録曲
全曲ともロイネ・ストルト作。2. 5. 6. 7. 9.はインストゥルメンタル。
1. ワールド・オヴ・アドヴェンチャーズ "World of Adventures" - 13:37
2. アトミック・プリンス/カレイドスコープ "Atomic Prince/Kaleidoscope" - 7:49
3. ゴー・ウェスト・ユダ "Go West Judas" - 7:47
4. 行き先のない列車 "Train to Nowhere" - 3:49
5. オブリヴィオン・ロード "Oblivion Road" - 3:47
6. 英雄のテーマ "Theme for a Hero" - 8:32
7. テンプル・オヴ・ザ・スネイクス "Temple of the Snakes" - 1:23
8. マイ・コズミック・ラヴァー "My Cosmic Lover" - 6:46
9. ザ・ワンダー・ホイール "The Wonder Wheel" - 4:17
10. ビッグ・パズル "Big Puzzle" - 13:34

## 参加ミュージシャン
- ロイネ・ストルト - リード・ボーカル、ギター、キーボード
- トマス・ボディーン - ハモンドオルガン、メロトロン、ピアノ、フルート、シンセサイザー、エフェクト
- マイケル・ストルト - ベース、ボーカル
- ハイメ・サラザール - ドラムス
- ハッセ・ブルニウソン - ドラムス(on #10)、パーカッション
- ウルフ・ヴァランデル - ソプラノ・サクソフォーン(on #5, #8, #10)